# 초미의 관심사
《초미의 관심사》는 2020년에 개봉한 대한민국의 영화이다.

## 캐스팅
- 조민수 : 초미(엄마) 역
- 김은영 : 순덕 역
- 테리스 브라운 : 정복 역
- 이수광 : 마이클 역
- 오우리 : 선우 역
- 최지수 : 유리 역
- 신재환 : 택시운전사 역
- 박세준 : 김순경 역
- 안성민 : 막내순경 역
- 홍상표 : 고시원 총무 역
- 임화영 : 담임 선생님 역
- 김승윤 : 월담학생 1 역
- 권량금 : 월담학생 2 역
- 안아주 : 사랑 역
- 이규호 : 재즈바 사장 역
- 박종환 : 건물주 아들 역
- 한태은 : 프로포즈 여 역
- 안리나 : 타투샵 알바 역
- 김지훈 : 타투샵 사장 역
- 김남호 : 타투샵 사장 애인 역
- 정미남 : 의상실 사장 역
- 제레미 : 카펜터 배낭 여행자 역
- 허정도 : MRK 역
- 한명수 : 클럽 가드 역
- 나나 : 슈슈 역
- 홍정호 : 작업남 K 역
- 박창준 : 작업남 J 역
- SP3CK : 아랍남자 역
- 넬리 : 환전소 알바 역
- 김덕현 : 세션 - 피아노 역
- 남성현 : 세션 - 드럼 역
- 채태식 : 세션 - 기타 역
- 정관민 : 세션 - 베이스 역
- 이승원 : 고시원생 역 (조감독)
- 윤신일 : 지나가는 커플 / 트랜스 클럽 손님 역 (매니저 부문)
- 김정환 : 지나가는 커플 역 (매니저 부문)
- 정형규 : 학생 역 (매니저 부문)
- 신혜정 : 학생 / 트랜스 클럽 손님 역 (스크립터)
- 조단비 : 학생 역 (현장편집)
- 신유진 : 학생 역
- 한수정 : 마을버스 커플 역 (제작실장)
- 이진용 : 마을버스 승객 역 (조명)
- 김현필 : 타투샵 손님 / 트랜스 클럽 손님 역 (촬영부, 데이터매니져)
- 이일희 : 엔틱가구거리 행인 역 (붐어시스턴트)
- 이용출 : 텔레콤 거리 행인 역
- 김성욱 : 치킨집 알바생 / 트랜스 클럽 손님 역 (조명부)
- 김향란 : 트랜스 클럽 손님 역 (의상팀장)
- 김무규 : 트랜스 클럽 손님 역 (촬영부)
- 이제욱 : 트랜스 클럽 손님 역 (미술팀)
- 김솔 : 트랜스 클럽 손님 / 엔딩 클럽 손님 역
- 오흥석 : 트랜스 클럽 바텐더 역 (미술)
- 백우궁 : 트랜스 클럽 DJ 역
- 강현성 : 엔딩 클럽 손님 역
- 고기혁 : 엔딩 클럽 손님 역 (제작부)
- 김민주 : 엔딩 클럽 손님 역
- 김보라 : 엔딩 클럽 손님 역
- 김용완 : 엔딩 클럽 손님 역
- 김희상 : 엔딩 클럽 손님 역
- 나도율 : 엔딩 클럽 손님 역
- 레고 : 엔딩 클럽 손님 역
- 박경미 : 엔딩 클럽 손님 역
- 박보연 : 엔딩 클럽 손님 역
- 박혜진 : 엔딩 클럽 손님 역
- 박홍민 : 엔딩 클럽 손님 역
- 배강우 : 엔딩 클럽 손님 역
- 서강원 : 엔딩 클럽 손님 역
- 서윤희 : 엔딩 클럽 손님 역
- 안준현 : 엔딩 클럽 손님 역
- 오도이 : 엔딩 클럽 손님 역
- 윤민영 : 엔딩 클럽 손님 역
- 윤지은 : 엔딩 클럽 손님 역
- 윤혜리 : 엔딩 클럽 손님 역
- 이돈구 : 엔딩 클럽 손님 역
- 이예리 : 엔딩 클럽 손님 역
- 이정은 : 엔딩 클럽 손님 역
- 이창석 : 엔딩 클럽 손님 역
- 임석진 : 엔딩 클럽 손님 역
- 정민희 : 엔딩 클럽 손님 역
- 정연식 : 엔딩 클럽 손님 역
- 정진섭 : 엔딩 클럽 손님 역
- 조성익 : 엔딩 클럽 손님 역
- 차예진 : 엔딩 클럽 손님 역
- 최윤실 : 엔딩 클럽 손님 역
- 최윤조 : 엔딩 클럽 손님 역
- 최인영 : 엔딩 클럽 손님 역
- 한동환 : 엔딩 클럽 손님 역
- 함규훈 : 엔딩 클럽 손님 역
- 크리스 라이언 : 엔딩 클럽 손님 역
- 다니엘 로시 : 엔딩 클럽 손님 역
- 정만식 : 춘배 역 (특별출연)

## 수상
- 2019년 제24회 부산국제영화제 오픈 시네마
- 2020년 제10회 서울 국제 프라이드 영화제 스페셜 프라이드